# Den jødiske diaspora
Den jødiske diaspora (diasporaen) er jøder bosat uden for Israel.
Udtrykket betød fordrivelsen af det jødiske folk under Babylonien og Romerriget. Folket spredte sig senere over hele verden på grund af forfølgelse eller konvertering. Diasporaen begyndte med romernes erobring af de gamle jødiske kongeriger og uddrivelsen af det jødiske folk i det ottende til det sjette århundrede før Kristus. Jødiske samfund blev etableret i Mellemøsten som følge af en tolerant politik, og de blev vigtige centre for jødedommen i århundreder. Nederlagene i Det store jødiske oprør i år 70 og Bar Kokhba-oprøret i 135 mod Romerriget gjorde, at flere jøder spredtes, da de havde mistet deres land, Judæa eller blev solgt som slaver i hele kejserriget.